# 183-я стрелковая дивизия
183-я стрелковая дивизия — воинское соединение РККА в Великой Отечественной войне.

## История
Сформирована в августе-сентябре 1940 года, после присоединения Латвии к СССР, в составе 24-го стрелкового корпуса на базе Латгальской и Земгальской дивизий латвийской армии. Личный состав дивизии остался в униформе латвийской армии, однако с советскими знаками различия. Дислоцировалась в Риге.
В действующей армии во время Великой Отечественной войны с 22 июня 1941 года по 16 сентября 1942 года, с 20 января 1943 года по 25 сентября 1943 года, и с 12 ноября 1943 года по 11 мая 1945 года.
На 22 июня 1941 года находилась на марше из летних лагерей в Ригу.
C началом войны начались факты дезертирства среди латышей, а с 29 июня 1941 года началась демобилизация латышей, точнее сказать, латышей попросту отпускали по домам, предварительно разоружив. Вместе с тем, дивизия принимала пополнение из глубинных районов страны.
На 27 июня 1941 года дивизии была поставлена задача «Организовать оборону по северному берегу р. Зап. Двина в полосе ст. Румбула, Скривери», однако дивизия не успела к тому месту, так как оно уже было занято врагом.
На 30 июня 1941 года дивизии было предписано выдвинуться к Мадоне. Однако, по-видимому в связи с указанием Ставки ГК на заблаговременную организацию обороны на реке Великая, задача была изменена и 30 июня 1941 года была поставлена новая задача: в ночь на 1 июля 1941 года начать движение в район Остров, Опочка, Новоржев, где пополниться, реорганизоваться и занять там полосу обороны.
1-2 июля 1941 года двигается из района Цесис в район Острова. По пути в районе Лиепны попала под удар 36-го мотоциклетного батальона 36-й моторизованной дивизии и понесла достаточно большие потери. К 7 июля 1941 года заняла оборону в районе Острова, сменив части 128-й стрелковой дивизии и вступила в бои на подступах к Струги Красные, затем была вынуждена отходить на Дно.
Принимает, с 14 июля 1941 года, участие в контрударе под Сольцами, в общем-то и составляя главную ударную силу южной группировки советских войск. Наступает из района Дно на Ситню. После возобновления наступления немецких войск 18 июля 1941 года дивизия отошла к Шимску и встала там в оборону, прикрывая направление на Старую Руссу, затем отходит к Старой Руссе, с 29 июля 1941 года ведёт бои за город, на 31 июля 1941 года находилась на рубеже реки Полисть южнее Старой Руссы. Была вынуждена оставить рубеж и отойти восточнее к Парфино. Принимала участие в контрударе под Старой Руссой. Осенью 1941 года ведёт бои в районе Парфино — Подберезье Старорусского района, где в дивизию были влиты остатки 181-й стрелковой дивизии. Так, 7 сентября 1941 года в тылу дивизии был высажен вражеский десант, дивизия попала в окружение. В октябре 1941 года снята с позиций и переброшена южнее Торжка, где вошла в состав оперативной группы генерала Ватутина.
К 17 октября 1941 года дивизия вышла в район Погорелова в 16 километрах северо-западнее Марьина и завязала бои. Ударом вдоль шоссейной дороги в восточном направлении 18 октября 1941 года захватывает Марьино и начинает преследование отходящего противника, ведёт ожесточённые бои на этом участке. Так, 26 октября 1941 года на участке, занимаемом дивизией в районе Кунганово, немецкие войска прорвали оборону дивизии, для восстановления положения была привлечена 8-я танковая бригада.
С 22 декабря 1941 года переходит в наступление с севера на Старицу и в дальнейшем на Ржев на направлении отвлекающего удара, вместе с 220-й стрелковой дивизией и одним полком 373-й стрелковой дивизии. Им противостояли части 206-й пехотной дивизии и 256-й пехотной дивизии. В первый день наступления дивизии удалось только немного — на 1-3 километра — вклиниться в оборону врага. К 25 декабря 1941 года продвижение дивизии в целом составило не более 6 километров. 26 декабря 1941 года в бой между 183-й и 220-й стрелковыми дивизиями была введена из резерва 369-я стрелковая дивизия и её успешное продвижение обеспечило наступление 183-й стрелковой дивизии, которая начала быстро продвигаться и к исходу дня выбила неприятеля из района Каськово, Неверове, Копкино. С 30 декабря 1941 года дивизия наступает вдоль железной дороги на Ржев, однако продвинуться смогла только на 4-6 километра. Затем дивизия была выведена в армейский резерв, с задачей к исходу 3 января 1942 года сосредоточиться в армейском резерве в районе Глебово (4 километра юго-западнее Немцово). Затем вновь была введена в бой уже в ходе Ржевско-Вяземской стратегической наступательной операции.

361-й дивизии было приказано наступать в направлении Лигостаево, Медведево, Захарово и к исходу 12 января 1942 года во взаимодействии с 381-й дивизией овладеть юго-восточной частью Ржева. Справа наступала 183-я дивизия, слева — 381-я— Василевский А. А. 21-я гвардейская. — Уфа: Китап, 1995. — 300 с. — 2500 экз. — ISBN 5-295-01494-0.
15 января 1942 года, соединившись флангами c 252-й стрелковой дивизией 29-й армии, образовала общий фронт по линии Мужищево, Толстиково. Затем дивизия вошла в состав подвижной группы полковника Соколова, которая наступала западнее Ржева, вошла в прорыв и отбросила вражеские части на восток к Ржеву и на запад к Оленино и продвигалась к Сычёвке. 14 января 1942 года дивизия передана в состав 29-й армии и начала наступление на Ржев с юго-запада с рубежа Толстиково, Перхурово, Бурмусово, Копытиха. Контрударом 23 января 1942 года немецкие войска отрезали основные пути снабжения дивизии, а с 5 февраля 1942 года дивизия ведёт боевые действия в полном окружении юго-западнее Ржева (с августа 1941 года по февраль 1942 года дивизия трижды попадала в окружение).
В ночь на 18 февраля 1942 года дивизия частично из окружения вышла, и затем, до конца июля 1942 года, держит оборону в полосе армии северо-восточнее Ржева.
C начала августа 1942 года участвует в Ржевско-Сычёвской наступательной операции, вышла на подступы к Ржеву к 23 августа 1942 года, и, упёршись в оборону, безуспешно штурмует немецкие укрепления, несёт очень большие потери. Была практически разгромлена, и 20 сентября 1942 года выведена в резерв Ставки ВГК, восстанавливалась в Высоковске и селе Некрасино Московской области.
В январе 1943 года переброшена южнее Воронежа, 3 января 1943 года начала погрузку на станции Клин, 20 января 1943 года прибыла на станцию Давыдовка. С 25 января 1943 года участвует в Воронежско-Касторненской операции, наступает с юго-востока в общем направлении на Касторное, за день продвинулась на 12 километров, исключая правый смежный фланг, где наступление споткнулось о сильно укреплённый пункт Синие Липяги, где держала оборону 57-я пехотная дивизия. Уже к концу января 1943 года дивизия, в конце концов ликвидировав гарнизон опорного пункта Синие Липяги, развернулась фронтом на юго-запад и начала наступление в общем направлении на Белгород — Харьков. Со 2 февраля 1943 года дивизия двигалась во втором эшелоне, с 7 февраля 1943 года введена в бой с задачей наступать с северо-запада и отрезать вражескому гарнизону пути отхода из Белгорода на запад и юго-запад. 8 февраля 1943 года дивизия с частью сил танкового отряда овладела западной частью Белгорода и оседлала все дороги к северо-западу, западу и югу от него. После того, как силами дивизии в районе станции Болховец были разбиты вражеские части, пытающиеся прорваться из Белгорода, дивизия продолжила наступление на Харьков. К 14 февраля 1943 года дивизия вышла на северные окраины Харькова, и после его освобождения 16 февраля 1943 года, продолжила наступление на северо-запад.
4 марта 1943 года немецкие войска нанесли удар в стык 40-й армии и 69-й армии. Дивизия, вместе со 107-й стрелковой дивизией и 340-й стрелковой дивизией, была оперативно подчинена 69-й армии для нанесения контрудара в общем направлении на Богодухов, Ольшаны. Однако контрудар не увенчался успехом, и дивизия была окружена, частично вышла из окружения на северо-восток.
После очередного восстановления с 19 мая 1943 года располагалась на правом фланге 69-й армии, занявшей позиции на южном фасе Курской дуги. Заняла участок тыловой армейской полосы обороны, протяжённостью около 30 километров, прикрывающий подступы к Прохоровке с юго-запада и юга. На 10 июля 1943 года, к началу своего активного участия в Курской битвы насчитывала в своём составе 7981 человек при 4908 винтовках, 71 пулемёте, 75 орудиях, 1579 пистолетах-пулемётах, 205 противотанковых ружьях, 146 миномётах.
В первые бои с передовыми частями противника вступила 7 июля 1943 года. Одновременно с этим по приказу начала перегруппировку, в момент которой её и застало немецкое наступление. Но ещё 8 июля 1943 года части дивизии попали под огонь и гусеницы советских танков из числа 99-й гвардейской танковой бригады, потеряли убитыми 24 человека и ранеными 37 человек.
Именно 183-я стрелковая дивизия попала под первый удар танковой дивизии СС «Адольф Гитлер», а также гренадёрско-танкового отряда танковой дивизии СС «Мёртвая голова».
10 июля 1943 немецкие танковые части перешли в массированную атаку на Прохоровку. Основной удар пришёлся по 285-му стрелковому полку, который в течение трёх часов отбивал жестокие атаки немецких войск, но всё же был вынужден несколько отойти.
Из доклада штаба танковой дивизии СС «Адольф Гитлер»
«Хорошо окопавшийся противник оборонялся ожесточенно, но после захвата позиций сопротивление ослабло. Многочисленные русские обратились в бегство»
В это же самое время другие полки дивизии перегруппировывались и какого-либо достойного сопротивления не смогли оказать — тем более позиции, на которых им надлежало развернуться, уже были заняты врагом — и можно сказать, бежали ближе к Прохоровке.
11 июля 1943 года с 4-50 дивизия вновь отражает атаку врага, медленно отступая. 285-й стрелковый полк, сведённый в один батальон, продолжал вести бой на рубеже Ямки — Сторожевое. На 12 июля 1943 года было запланировано наступление двух полков дивизии совместно со 2-м гвардейским танковым корпусом. В течение всего дня дивизия ведёт тяжёлые встречные бои под Прохоровкой, южнее совхоза «Комсомолец», была вынуждена ещё немного уступить свои позиции и оставить Ясную Поляну. 13 июля 1943 года дивизия проводит атаку в направлении Ясной Поляны и Калинина, вступает во встречный бой. Вечером 14 июля 1943 года дивизия вновь попадает под удар на стыке с частями 2-го гвардейского танкового корпуса, и по отчёту штаба корпуса «её пехота к этому времени в беспорядке отходила на северо-восток».
Тем не менее, дивизия, стоявшая насмерть, под непрекращающимся авиационным воздействием в целом свою задачу выполнила, уступив в общем вражеским войскам около двух километров, но не пропустив танки на своём участке. Однако и дивизия за всё время битвы понесла тяжёлые потери — более 5000 человек, и фактически была разбита.
Вновь введена в бой после доукомплектования и пополнения только 12 августа 1943 года на подступах к Харькову, 14 августа 1943 года вышла к ипподрому на северной окраине города и 18 августа 1943 года ворвалась в Харьков.
До 23 августа 1943 года дивизия ведёт уличные бои в Харькове.
В 4 часа 30 минут 23 августа 1943 года подразделения 227-го стрелкового полка из состава дивизии вышли с боями в центр Харькова, где водрузили на Госпроме на главной площади города Красное Знамя, затем дивизия продолжила наступление. В ночь на 24 августа 1943 года дивизия форсировала реку Уды в районе деревни Минутка. Справа наступала 375-я стрелковая дивизия.
Продвигаясь к Днепру, дивизия вышла в район восточнее Кременчуга, после чего отведена в резерв Ставки ВГК и в ноябре 1943 переброшена под Киев.
В начале Житомирско-Бердической наступательной операции находилась во втором эшелоне корпуса, введена в бой на подступах к Бердичеву, 5 января 1944 года участвует в освобождении Бердичева, затем продолжила наступление на юг и к 12 января 1944 года упёрлась в организованную оборону. 24 января 1944 года немецкие войска нанесли мощнейший удар с рубежа Константиновка, Вахновка под который попала именно 183-я стрелковая дивизия. Оборона дивизии была прорвана на 7 километров по фронту и на 5—6 километров в глубину и дивизия была отброшена на восток. С 4 марта 1944 года участвует в Проскуровско-Черновицкой операции, наступает на Винницу.
19-20 марта 1944 года ведёт бои за Винницу. Подошла к городу с востока к 15 марта 1944 года, 19 марта 1944 года дивизия форсировала Южный Буг в самой Виннице. Южнее наступала 221-я стрелковая дивизия, севернее Винницы — 305-я стрелковая дивизия, вместе со 183-й дивизией с фронта наступала 241-я стрелковая дивизия. 19-20 марта 1944 года ведёт бои в самом городе, после чего продолжила наступление на запад, догоняя ушедшие вперёд части армии в направлении Жмеринка — Каменец-Подольский. К началу апреля 1944 года вышла к Шидловцам и, по-видимому, направлена в резерв фронта, а затем передана в 1-ю гвардейскую армию.
Участвует в Львовско-Сандомирской операции, в ходе неё 25-27 июля 1944 года ведёт бои за Львов, участвует в освобождении города, вышла к предгорьям Карпат в районе Кросно.
С сентября 1944 года участвует в Карпатско-Дуклинской операции, наступает в тяжелейших условиях в общем направлении на Ясло. 18 сентября 1944 года в районе отбивает атаки врага со стороны Новы-Жмигруд. С 24 сентября 1944 года наносит удар в юго-западном направлении, на Зборов с целью перерезать шоссейную дорогу Змигруд Новы—Цеханя. Находилась неподалёку от Ясло до января 1944 года.
В ходе Ясло-Горлинской операции наступает во втором эшелоне корпуса. 15-16 января 1945 года частью сил (295-м стрелковым полком) была задействована при освобождении города Ясло. Затем продолжила наступление в направлении населённого пункта Бинарова, опять же во втором эшелоне корпуса, частью сил обошла город Беч, захватила мосты через реку Ропа. 17 января 1945 года дивизия переправилась через реку Бяла и в этот же день из второго эшелона в полном составе была введена в бой, продолжила наступление в ночь на 18 января 1945 года, прорвала вражескую оборону, захватила паромную переправу на реке Дунаец, затем, преодолевая усилившееся сопротивление врага, наступала на северо-запад, 29 января 1945 года форсировала Вислу и вновь Бялу, где была оборудована мощная цепь укреплений, однако с последней была отброшена назад.
С 1 февраля 1945 года дивизия возобновила наступление, приступила к форсированию Бялы, к 3 февраля 1945 года захватила небольшой плацдарм, и в течение всей первой декады февраля 1945 года ведёт тяжелейшие бои за удержание и расширение плацдарма, затем была перегруппирована на правый фланг армии, и перешла в наступление в общем направлении на рубеж Струмень, Дрогомысль, Охабы, 10 февраля 1945 года с частью сил 12-м гвардейским танковым полком внезапным ударом взяла укреплённый пункт Забжег, затем продолжив наступление, форсировала Вислу, 12-13 февраля 1945 года ведёт бои близ города Струмень, овладела им. К 18 февраля 1945 года дивизия закрепилась на плацдарме и перешла к обороне.
С 24 марта 1945 года принимает участие в Моравско-Остравской наступательной операции, наступает в районе Зорау, медленно продвигаясь, к 5 апреля 1945 форсировала Одру, захватила небольшой плацдарм, но упёрлась в мощную оборону. 5 апреля 1945 года была снята с позиции, и переброшена северо-западнее Моравска-Острава.
С 15 апреля 1945 года вновь приступила к наступлению, 18 апреля 1945 года форсировала реку Опава северо-западнее города Моравска-Острава, продолжила наступление на юго-запад.
В ночь с 28 на 29 апреля 1945 года форсирует Одру, 30 апреля 1945 года ведёт бой за город Моравска-Острава, одной из первых дивизий ворвалась в город.
После взятия города дивизия устремилась на Прагу, выбила противника из города Линник, закончила войну в Праге.
Расформирована в 1947 году, личный состав обращён на формирование 23-й механизированной дивизии.

## Полное название
183-я стрелковая Харьковская ордена Ленина, Краснознамённая, орденов Суворова и Богдана Хмельницкого дивизия

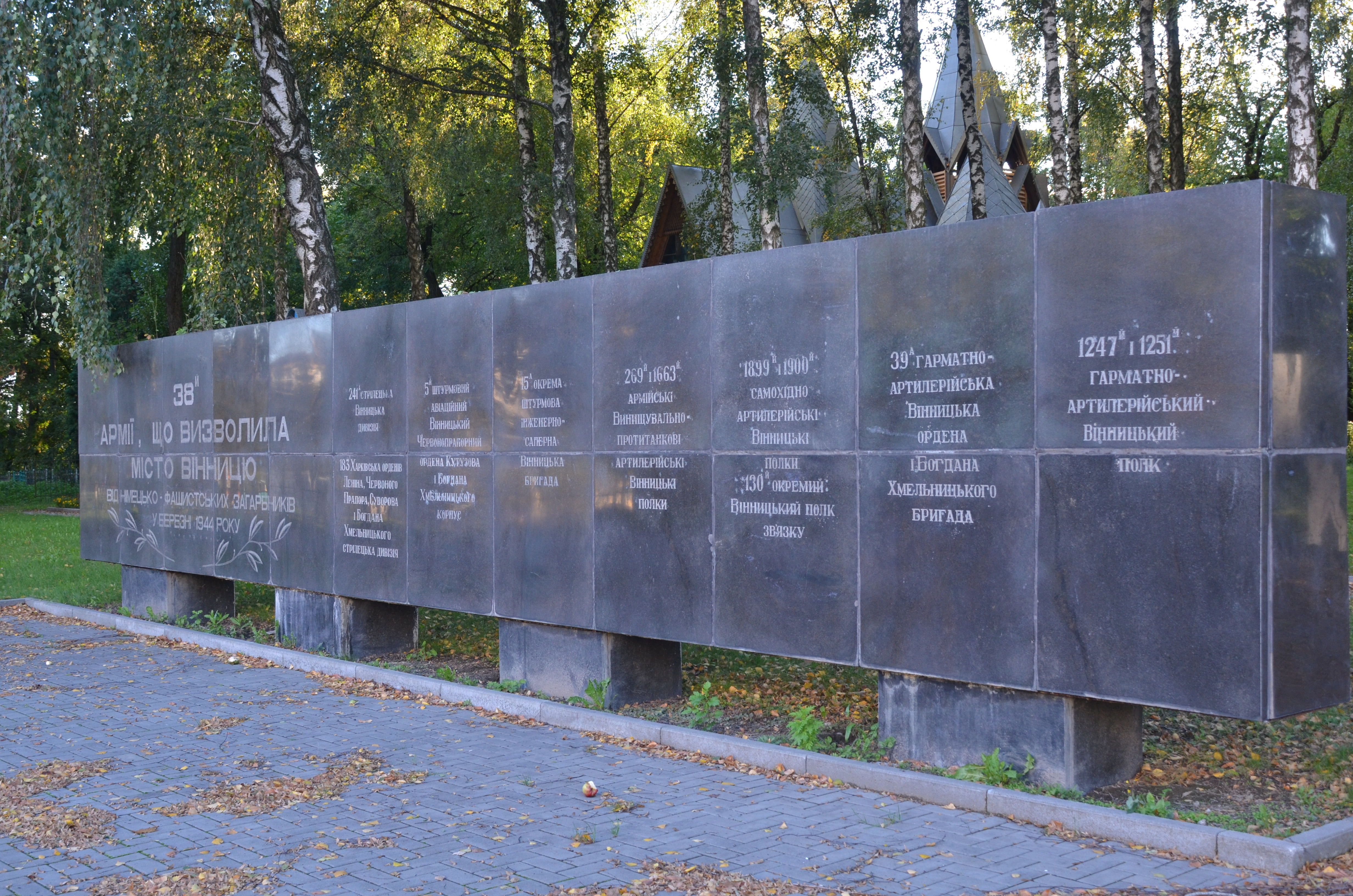
Мемориал воинам дивизии погибшим при освобождении Винницы

## Состав
- 227-й стрелковый полк
- 285-й стрелковый полк
- 295-й стрелковый полк
- 623-й артиллерийский полк
- 624-й гаубичный артиллерийский полк (до 15.09.1941)
- 18-й отдельный истребительно-противотанковый дивизион
- 8-й отдельный зенитный артиллерийский дивизион
- 22-я разведрота
- 304-й сапёрный батальон 1-го формирования (до 29.09.1941)
- 490-й сапёрный батальон (с 20.09.1941 по 08.10.1943)
- 304-й отдельный сапёрный батальон (2-го формирования) (с 08.10.1943)
- 609-й (350-й) отдельный батальон связи (171-я отдельная рота связи)
- 13-й медико-санитарный батальон
- 259-я (4-я) отдельная рота химической защиты
- 31-я (364-я) автотранспортная рота
- 267-я (208-я) полевая хлебопекарня
- 141-й дивизионный ветеринарный лазарет
- 314-я (595-я) полевая почтовая станция
- 687-я (692-я) полевая касса Госбанка
- 3-я отдельная армейская штрафная рота 183-й стрелковой дивизии (3-я оашр) 69-й армии[2]
- 36 запасной стрелковый полк

## Подчинение
| Дата            | Фронт (округ)         | Армия                 | Корпус                             | Примечания |
| --------------- | --------------------- | --------------------- | ---------------------------------- | ---------- |
| 22.06.1941 года | Северо-Западный фронт | 27-я армия            | 24-й стрелковый корпус             | —          |
| 01.07.1941 года | Северо-Западный фронт | 27-я армия            | 24-й стрелковый корпус             | —          |
| 10.07.1941 года | Северо-Западный фронт | 11-я армия            | —                                  | —          |
| 01.08.1941 года | Северо-Западный фронт | 11-я армия            | 24-й стрелковый корпус             | —          |
| 01.09.1941 года | Северо-Западный фронт | 11-я армия            | —                                  | —          |
| 01.10.1941 года | Северо-Западный фронт | 27-я армия            | —                                  | —          |
| 01.11.1941 года | Калининский фронт     | 29-я армия            | —                                  | —          |
| 01.12.1941 года | Калининский фронт     | 29-я армия            | —                                  | —          |
| 01.01.1942 года | Калининский фронт     | 39-я армия            | —                                  | —          |
| 01.02.1942 года | Калининский фронт     | 29-я армия            | —                                  | —          |
| 01.03.1942 года | Калининский фронт     | 29-я армия            | —                                  | —          |
| 01.04.1942 года | Калининский фронт     | 29-я армия            | —                                  | —          |
| 01.05.1942 года | Калининский фронт     | 29-я армия            | —                                  | —          |
| 01.06.1942 года | Калининский фронт     | 29-я армия            | —                                  | —          |
| 01.07.1942 года | Калининский фронт     | 29-я армия            | —                                  | —          |
| 01.08.1942 года | Калининский фронт     | 30-я армия            | —                                  | —          |
| 01.09.1942 года | Калининский фронт     | 29-я армия            | —                                  | —          |
| 01.10.1942 года | Резерв Ставки ВГК     | 3-я резервная армия   | —                                  | —          |
| 01.11.1942 года | Резерв Ставки ВГК     | 3-я резервная армия   | —                                  | —          |
| 01.12.1942 года | Резерв Ставки ВГК     | 3-я резервная армия   | —                                  | —          |
| 01.01.1943 года | Резерв Ставки ВГК     | 3-я резервная армия   | —                                  | —          |
| 01.02.1943 года | Воронежский фронт     | 40-я армия            | —                                  | —          |
| 01.03.1943 года | Воронежский фронт     | 40-я армия            | —                                  | —          |
| 01.04.1943 года | Юго-Западный фронт    | —                     | —                                  | —          |
| 01.05.1943 года | Воронежский фронт     | 69-я армия            | —                                  | —          |
| 01.06.1943 года | Воронежский фронт     | 69-я армия            | —                                  | —          |
| 01.07.1943 года | Воронежский фронт     | 69-я армия            | —                                  | —          |
| 01.08.1943 года | Воронежский фронт     | 69-я армия            | 35-й гвардейский стрелковый корпус | —          |
| 01.09.1943 года | Воронежский фронт     | 69-я армия            | 35-й гвардейский стрелковый корпус | —          |
| 01.10.1943 года | Воронежский фронт     | 69-я армия            | 35-й гвардейский стрелковый корпус | —          |
| 01.11.1943 года | Резерв Ставки ВГК     | 1-я гвардейская армия | 74-й стрелковый корпус             | —          |
| 01.12.1943 года | 1-й Украинский фронт  | 1-я гвардейская армия | 74-й стрелковый корпус             | —          |
| 01.01.1944 года | 1-й Украинский фронт  | 38-я армия            | 74-й стрелковый корпус             | —          |
| 01.02.1944 года | 1-й Украинский фронт  | 38-я армия            | 74-й стрелковый корпус             | —          |
| 01.03.1944 года | 1-й Украинский фронт  | 38-я армия            | 74-й стрелковый корпус             | —          |
| 01.04.1944 года | 1-й Украинский фронт  | —                     | 74-й стрелковый корпус             | —          |
| 01.05.1944 года | 1-й Украинский фронт  | 1-я гвардейская армия | 52-й стрелковый корпус             | —          |
| 01.06.1944 года | 1-й Украинский фронт  | 1-я гвардейская армия | 52-й стрелковый корпус             | —          |
| 01.07.1944 года | 1-й Украинский фронт  | 1-я гвардейская армия | 52-й стрелковый корпус             | —          |
| 01.08.1944 года | 1-й Украинский фронт  | 38-я армия            | 101-й стрелковый корпус            | —          |
| 01.09.1944 года | 1-й Украинский фронт  | 38-я армия            | 101-й стрелковый корпус            | —          |
| 01.10.1944 года | 1-й Украинский фронт  | 38-я армия            | 101-й стрелковый корпус            | —          |
| 01.11.1944 года | 1-й Украинский фронт  | 38-я армия            | 101-й стрелковый корпус            | —          |
| 01.12.1944 года | 4-й Украинский фронт  | 38-я армия            | 101-й стрелковый корпус            | —          |
| 01.01.1945 года | 4-й Украинский фронт  | 38-я армия            | 101-й стрелковый корпус            | —          |
| 01.02.1945 года | 4-й Украинский фронт  | 38-я армия            | 101-й стрелковый корпус            | —          |
| 01.03.1945 года | 4-й Украинский фронт  | 38-я армия            | 101-й стрелковый корпус            | —          |
| 01.04.1945 года | 4-й Украинский фронт  | 38-я армия            | 101-й стрелковый корпус            | —          |
| 01.05.1945 года | 4-й Украинский фронт  | 38-я армия            | 101-й стрелковый корпус            | —          |

## Командование

### Командиры
- Крустыньш, Андрей Николаевич (до июня 1941), генерал-майор;
- Тупиков, Пётр Николаевич (03.06.1941 — 01.07.1941), полковник;
- Карапетян, Сергей Исаевич (02.07.1941 — 04.08.1941), полковник;
- Афанасьев, Александр Николаевич (05.08.1941 — 28.09.1941), полковник;
- Комиссаров, Константин Васильевич (29.09.1941 — 02.03.1942), генерал-майор;
- Рубан, Пётр Константинович (03.03.1942 — 18.03.1942), майор;
- Костицын, Александр Степанович (19.03.1942 — 12.05.1942), подполковник;
- Федосенко, Михаил Георгиевич (13.05.1942 — 21.06.1942), майор;
- Ильичев, Иван Афанасьевич (22.06.1942 — 23.06.1942), полковник;
- Яременко, Иван Иванович (24.06.1942 — 21.08.1942), подполковник;
- Рубан Пётр Константинович (22.08.1942 — 01.10.1942), подполковник;
- Костицын, Александр Степанович (02.10.1942 — 24.07.1943), генерал-майор;
- Василевский, Леонид Дмитриевич (25.07.1943 — ??.07.1946), полковник, генерал-майор.

### Заместители командира
- Рубан, Пётр Константинович (??.08.1941 — 19.07.1943), подполковник, полковник;

### Начальники штаба
- Рубан, Пётр Константинович (??.12.1941 — 02.03.1942), майор;
- Брычко, Елисей Петрович (1943), подполковник;
- Житинец, Андрей Сергеевич (1944—1946), подполковник, полковник;
- Карпов, Яков Васильевич (??.07.1946 — ??.03.1947), полковник

## Награды и наименования
| Награда (наименование)                | Дата                 | За что награждена |
| ------------------------------------- | -------------------- | --- |
| Почётное наименование «Харьковская»   | 23 августа 1943 года | награждена приказом Верховного Главнокомандующего от 23 августа 1943 года в ознаменование одержанной победы и отличие в боях за освобождение города Харькова. |
| Орден Красного Знамени                | 23 марта 1944 года   | награждена указом Президиума Верховного Совета СССР от 23 марта 1944 года за образцовое выполнение заданий командования в боях за освобождение города Винницы и проявленные при этом доблесть и мужество                                                                       |
| Орден Суворова II степени             | 19 февраля 1945 года | награждена указом Президиума Верховного Совета СССР от 19 февраля 1945 года за образцовое выполнение заданий командования в боях немецкими захватчиками, за овладение городами Вадовице, Спишска Нова Вес, Спишка Стара Вес, Левоча и проявленные при этом доблесть и мужество |
| Орден Богдана Хмельницкого II степени | 28 мая 1945 года     | награждена указом Президиума Верховного Совета СССР от 28 мая 1945 года за образцовое выполнение заданий командования в боях с немецкими захватчиками при овладении городом Опава и проявленные при этом доблесть и мужество                                                   |
| Орден Ленина                          | 28 мая 1945 года     | награждена указом Президиума Верховного Совета СССР от 28 мая 1945 года за образцовое выполнение заданий командования в боях немецкими захватчиками при овладении городами Моравская Острава, Жилина и проявленные при этом доблесть и мужество                                |

Награды частей дивизии:
- 227-й стрелковый Львовский Краснознамённый[8] ордена Богдана Хмельницкого (II степени)[9] полк
- 285-й стрелковый Ясловский Краснознамённый[10] ордена Александра Невского[9] полк
- 295-й стрелковый Краснознамённый[10] орденов Суворова[8] и Богдана Хмельницкого (II степени)[9] полк
- 623-й артиллерийский Ясловский Краснознамённый[11] полк
- 18-й отдельный истребительно-противотанковый Краснознамённый[12] дивизион
- 304-й отдельный сапёрный ордена Красной Звезды[9] батальон
- 609-й отдельный ордена Богдана Хмельницкого[9] батальон связи

## Отличившиеся воины дивизии
| Награда | Ф. И. О.                       | Должность                                                | Звание   | Дата награждения                 | Примечания                  |
| ------- | ------------------------------ | -------------------------------------------------------- | -------- | -------------------------------- | --------------------------- |
|         | Ахсаров, Энвер Бимболатович    | командир 227-го стрелкового полка                        | майор    | 10.01.1944                       | погиб в бою 15.02.1943 года |
|         | Батаков, Филипп Максимович     | командир орудия 623-го артиллерийского полка             | сержант  | 24.09.1944 13.05.1945 27.02.1958 |                             |
|         | Безголосов, Виталий Мефодьевич | снайпер роты автоматчиков 227-го стрелкового полка       | старшина | 15.05.1946                       | погиб в бою 30.04.1945 года |
|         | Зарипов, Зиннур Зарипович      | командир орудия 3-й батареи 623-го артиллерийского полка | сержант  | 29.04.1944 21.10.1944 29.06.1945 |                             |
|         | Шамгулов, Фаттах Гафурьянович  | заместитель командира 227-го стрелкового полка           | майор    | 18.04.1945                       | Умер от ран 18.04.1945 года |
|         | Шаронов, Фёдор Степанович      | командир орудия 623-го артиллерийского полка             | сержант  | 29.06.1945                       | погиб в бою 13.02.1945 года |